# Naufrage de l'Andrianna
Le naufrage de l’Andrianna est le naufrage d'un navire de pêche transportant clandestinement entre 400 et 750 migrants, dans la mer Ionienne, au large de Pýlos, en Messénie, le 14 juin 2023. Les recherches des autorités grecques permettent de porter secours à 104 survivants. Soixante-dix-huit corps sont retrouvés, au moins 82 passagers sont confirmés morts et jusqu'à 500 personnes sont portées disparues. Les circonstances exactes du naufrage sont confuses, mais l'intervention tardive des garde-côtes grecs et leur rôle dans le chavirage du navire à la suite d'un remorquage du bateau selon les rescapés suscite la polémique.
C'est l'un des naufrages les plus meurtriers au large de la Grèce, depuis celui de juin 2016 au large de la Crète, qui avait fait près de 320 victimes.

## Contexte
La route maritime de l'Afrique du Nord vers l'Italie pour les migrants et les réfugiés cherchant à se rendre en Europe a été déclarée la plus meurtrière sur Terre par l'Organisation internationale pour les migrations, qui a enregistré 21 000 décès depuis 2014. Les passeurs entassent les migrants dans des navires inaptes à la navigation, souvent dans des cales verrouillées pour des trajets de plusieurs jours. Depuis la Libye (ou la Tunisie), ils traversent la mer pour l'Italie car elle est plus proche des pays riches d'Europe de l'Ouest que la Grèce.
Depuis les soulèvements du Printemps arabe en 2011 et la première guerre civile libyenne qui a suivi, la Libye a été l'un des principaux points d'arrêt des opérations de trafic de personnes vers l'Europe. Depuis lors, la crise en cours en Libye, parallèlement à l'instabilité en pays voisins, a permis à une industrie florissante de la traite des êtres humains de se développer, acheminant les migrants et les réfugiés à travers la Méditerranée vers l'Europe.
Ces routes maritimes de contrebande vers l'Europe ont connu un nombre croissant d'accidents mortels. Sur les 3 800 personnes décédées en 2022 alors qu'elles traversaient les routes des migrants et des réfugiés depuis le Moyen-Orient et l'Afrique du Nord, 3 789 d'entre elles sont mortes sur des routes maritimes dans et autour de la région.
Le 26 février 2023, au moins 94 personnes sont mortes lorsqu'un bateau en bois en provenance de Turquie a coulé au large de Cutro, dans le sud de l'Italie. En mai 2023, le gouvernement grec a été critiqué à travers le monde entier à la suite de la publication d'informations documentant l'expulsion forcée de migrants abandonnés en mer[réf. nécessaire].

## Déroulement du naufrage

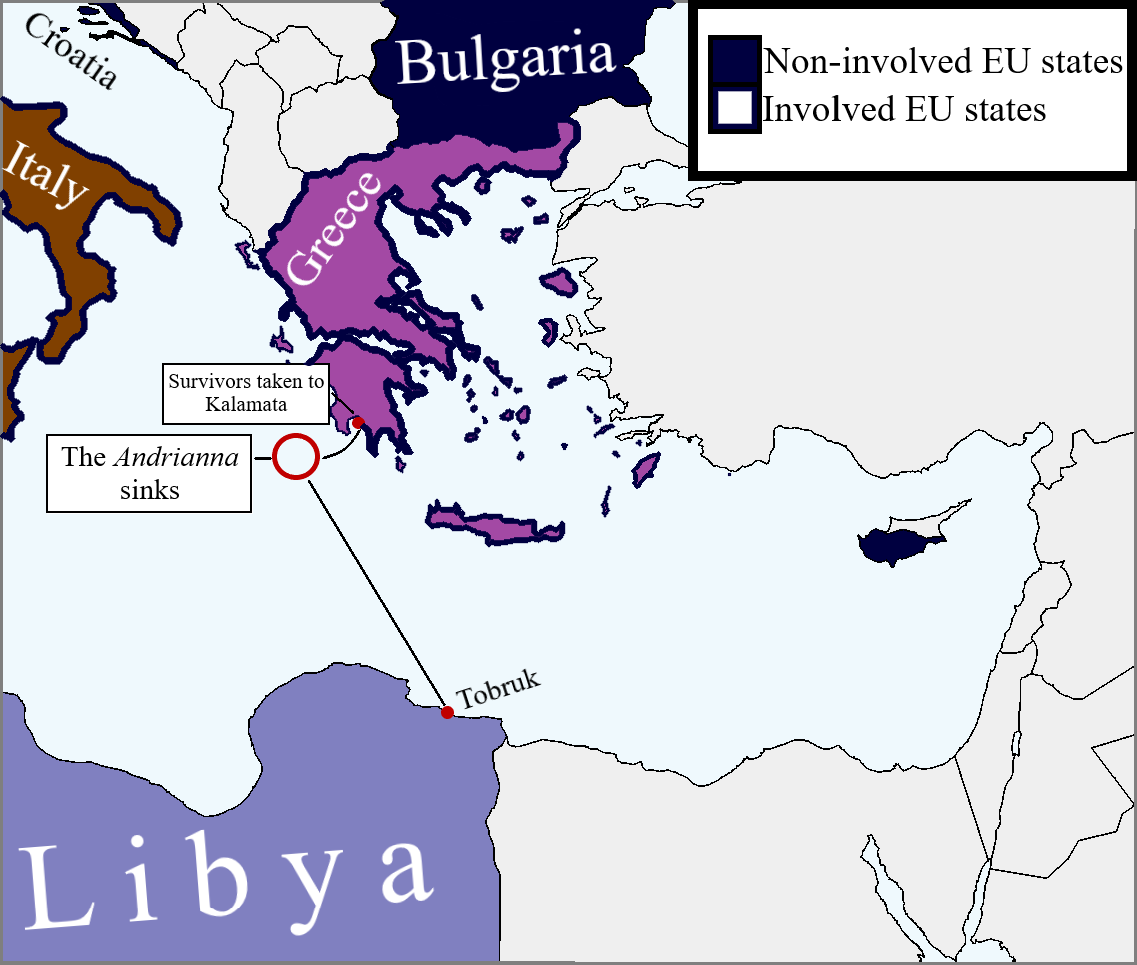
Carte de la Méditerranée orientale, montrant la route empruntée par lAndrianna qui a embarqué ses passagers à Tobrouk, avant de faire naufrage au large de la Grèce.

Le bateau, nommé Andrianna, parti d'Égypte, avait quitté Tobrouk, une ville de Cyrénaïque en Libye, juste au sud de l'île égéenne de Crète, le 10 juin 2023. C'est une nouvelle route migratoire du fait de la relative stabilité politique de cette région sous contrôle de la milice russe Wagner, mais elle est dangereuse parce que la distance à parcourir pour rejoindre Lampedusa est deux fois plus longue.
Le bateau était un navire de pêche dont la longueur est estimée entre 20 et 30 mètres de long. L'Andrianna faisait route vers l'Italie. Il transportait un trop grand nombre de personnes, bien au-delà de sa capacité. L'Organisation internationale pour les migrations (OIM) et le Haut Commissariat des Nations unies pour les réfugiés (HCR) estiment le nombre de passagers entre 400 et 750.
Le 13 juin, les garde-côtes italiens avertissent les autorités grecques et l'agence de protection des frontières de l'Union européenne, Frontex, de l'arrivée d'un navire en détresse,. Les Italiens en particulier ont informé les Grecs des mouvements particuliers du navire. Les garde-côtes grecs ont affirmé que par la suite, des avions Frontex et deux navires marchands ont détecté le navire s'approchant du nord à grande vitesse, ce qui a incité à envoyer davantage d'avions et de navires. Des offres d'aide auraient été faites au navire mais refusées, selon les garde-côtes grecs,,. Au contraire, les survivants dénoncent l'inaction des garde-côtes.
Le 14 juin vers 1 h 40 (EEST), les garde-côtes grecs apprennent que le moteur de l’Andrianna est tombé en panne. Après avoir reçu un appel à l'aide, les garde-côtes se sont alors approchés du navire. Ils ont déclaré avoir « vu le bateau prendre un virage à droite, puis un virage serré à gauche, puis un autre à droite si grand qu'il a fait chavirer le navire ». Dix à quinze minutes plus tard, l’Andrianna coule, entraînant ses passagers dans les eaux de la mer Ionienne. Le navire a coulé à environ 80 kilomètres au large de Pýlos, Messénie, dans le Péloponnèse, par des fonds de 4 à 5 000 m. Les garde-côtes grecs ont signalé que personne à bord ne portait de gilet de sauvetage.

## Recherches et sauvetage
Aussitôt après le naufrage, les garde-côtes et l'armée grecs lancent une vaste opération de recherche et de sauvetage, compliquée par des vents violents dans la région.
Cent-quatre rescapés sont secourus, après quoi les autorités grecques déclarent ne plus s'attendre à trouver de survivants. Au moins 82 passagers ont été confirmés morts, ce qui fait de ce naufrage le plus meurtrier de l'année 2023 en Grèce. Des centaines de personnes, jusqu'à 500 selon la police grecque, demeurent donc portées disparues.
Les survivants, tous des hommes de 16 à 40 ans,, sont transférés à Kalamata. Ils ont affirmé que les passeurs avaient gardé les femmes et les enfants enfermés dans la cale afin d'être « protégés » des passagers masculins,. D'après leurs témoignages, une centaine d'enfants s'y seraient retrouvés piégés.

## Suites et réactions
Les garde-côtes grecs ont publié des images aériennes montrant les ponts supérieur et inférieur du bateau, surchargés, quelques heures avant qu'il ne coule. Un porte-parole des garde-côtes a déclaré que le bateau avait refusé l'assistance car sa destination était l'Italie.
Le 16 juin, selon la Radiodiffusion Télévision grecque (ERT), neuf personnes suspectées d'être les passeurs responsables du drame avaient été arrêtées et attendaient de comparaître devant la justice.
Le gouvernement grec a annoncé trois jours de deuil national. La présidente de la République Ekateríni Sakellaropoúlou, quant à elle, a rendu visite à certains des survivants et a exprimé ses condoléances.
Spílios Krikétos, député du parti de droite Nouvelle Démocratie est exclu de sa formation politique après ses propos racistes concernant le naufrage de migrants. Il avait déclaré : « Où habitent-ils ces gens-là, quelqu'un s'est-il demandé ? (...) Il y existe des appartements en demi-sous-sol où vivent entre 10 et 15 personnes. (...) Où travaillent-ils ces gens-là ? Où gagnent-ils de l'argent pour vivre ? Nulle part. Les vols font partie de leur quotidien pour la plupart d'entre-eux et les commissariats de police en sont remplis. » Avant, par la suite, d'insister : « Les personnes venues auparavant, celles qui ne se sont pas noyées, qu'est-ce qu'elles ont fait ? Voilà ce qu'elles ont fait. (...) Ces gens n'ont pas d'abri, pas de travail. »
En septembre 2024, quatre membres d'équipage d'un yacht de luxe ayant capté un appel de détresse du navire de migrants en train de couler et qui se sont portés au secours des naufragés contribuant au sauvetage d'une centaine de vie, ont été décorés par la marine marchande britannique.

## Polémique sur l'intervention des garde-côtes
D'après La Libre Belgique, les garde-côtes grecs et italiens ainsi que Frontex, l’agence européenne pour la surveillance des frontières, avaient été prévenus des heures avant le naufrage que le navire était en perdition sans pour autant intervenir. Les garde-côtes grecs n’ont finalement dépêché qu’un seul navire de sauvetage, sous-équipé, alors qu’ils savaient que des centaines de personnes étaient à bord. Le navire aurait erré plus de cinq jours en mer, avec très peu d'eau et de nourriture pour les passagers.
Pour les autorités grecques, le chalutier « n’était pas en danger imminent dans les heures précédant le naufrage » et affirment que « le bateau a parcouru une distance de 24 nautiques (44 km) depuis le moment où il a été repéré jusqu’à son naufrage ». Version contredite par la BBC, la distance parcourue signifiant qu’il se déplaçait à peine. Les coordonnées GPS des autres navires présents indiquent « que le bateau ne bougeait plus entre 18 heures et 21 heures ». La version des gardes-côtes selon laquelle les migrants n'auraient pas réclamé d'aide ou refusé celle-ci est réfutée par le membre d'une ONG d'aide aux migrants en mer qui était en contact avec eux alors que plusieurs passagers étaient déjà morts ou en état critique à cause du manque d'eau potable, épuisée dès le quatrième jour.
Selon elle, « Ils craignaient que les cordes ne retournent le bateau, et que l’envoi de bouteilles ne cause une émeute, et donc un naufrage du bateau » ce qui pourrait expliquer le détachement de la corde, version confirmée par le frère d’un des passagers selon lequel « un bateau commercial a donné de l’eau et de la nourriture et tout le monde s’est précipité, le bateau a été déstabilisé à ce moment. » Selon un responsable du Haut Commissariat des Nations unies pour les réfugiés (HCR), « les survivants nous disent que le bateau a chaviré alors qu’il faisait l’objet d’une manœuvre où il était tiré par les garde-côtes helléniques. Ils nous disent qu’il était tiré non pas vers les côtes grecques, mais en dehors de la zone de secours en mer grecque », version confirmée par d'autres rescapés auprès de l’ex-Premier ministre Aléxis Tsípras. Le remorquage n’a jamais été évoqué par les autorités grecques. Pour le HCR « Selon le droit maritime international, les autorités grecques auraient dû coordonner plus tôt cette opération de sauvetage, dès lors que Frontex avait repéré ce bateau en détresse ».
Le 26 juin, Frontex annonce que la Grèce a refusé une offre d'assistance aérienne de sa part, le 13 juin.
Le 28 février 2024, la médiatrice européenne dénonce les carences de Frontex dans cette opération, regrettant notamment que l’agence Frontex n'ait pas diffusé de signal de détresse. Elle évoque la possibilité de suspendre les activités de Frontex.

## Procès
Un an après le naufrage, neuf Égyptiens survivants accusés d’être les passeurs sont jugés par la justice grecque et acquittés.
17 officiers des gardes-côtes font l'objet de poursuites pénales, suite aux plaintes déposées par 53 des 104 survivants.